# Epirhyssa nigristigma
Epirhyssa nigristigma är en stekelart som beskrevs av Tohru Uchida 1928. Epirhyssa nigristigma ingår i släktet Epirhyssa och familjen brokparasitsteklar. Inga underarter finns listade i Catalogue of Life.